# CoCoRo
CoCoRo（こころ、1996年6月9日 - ）は、山梨県出身の日本の女性シンガーソングライターである。

## 来歴
小学生からギターを始め、中学生になるとオリジナル曲の制作を開始した。

## ディスコグラフィ

### ミニアルバム
1. 素晴らしき人生
  - again
  - 素晴らしき人生
  - ぴえろ
  - 大人になる
  - 見つめている

## 出演

### テレビ番組
TOKYO MX ミュージックエクスプレス PLUS
期待の新人として独特の世界観があると紹介され、司会者からは雰囲気のあるシンガーと称された。